# 데쓰도토모노카이
데쓰도토모노카이(일본어: 鉄道友の会)는 1953년 11월에 설립된 일본의 철도 애호가 단체이다.
5개의 연구회와 19개의 지부가 있으며, 현재 일본의 철도 애호자 단체 중에서 가장 규모가 크다. 회보 'RAIL FAN'을 매월 발행하며 철도 관련 박물관 등에 입장 할인 특전 등도 있다. 또, 각 연구회·지부에서는 회원간에 철도에 관한 연구를 발표하거나 철도 사업자의 시설 견학·촬영회 등의 행사도 행해지고 있다.
또, 매년 새로 영업개시된 차량 중에서 우수한 것에 수여되는 블루리본상·로렐상을 선정하고 있다.
최근 회원의 고령화, 회원 수의 감소 등의 문제가 표면화되고 있다. 또 회원 행사 등은 종래에는 토·일요일을 중심으로 행해져 왔지만, 철도 사업자가 인원 삭감등으로 휴일에 대응할 수 없게 되거나 일반용의 행사를 늘리고 있기 때문에 평일에 실시하기도 한다.
회원에는 개인 회원(가족 회원을 포함) 이외에, 기업이나 단체를 대상으로 한 찬조회원도 있다. 후자는 대부분이 철도 사업자, 철도 차량이나 부품 메이커, 출판사 등 철도와 관계가 있는 기업들이다.

## 같이 보기
- 블루리본상
- 로렐상
- 에버그린상
- 글로리아상